# Boksee
Boksee ist eine Gemeinde in der Region Barkauer Land im Kreis Plön in Schleswig-Holstein.

## Geographie

### Geographische Lage
Das Gemeindegebiet von Boksee erstreckt sich im Norden des Naturraumes Ostholsteinisches Hügel- und Seenland (Haupteinheit Nr. 702) des schleswig-holsteinischen Hügellandes beim Erdbeeren- und Brommerberg nördlich des Bothkamper Sees.

### Ortsteile
Die Siedlungspunkte Ketelsberg und Im See liegen im Gemeindegebiet.

### Nachbargemeinden
Das Gemeindegebiet von Boksee wird umschlossen von:
| Flintbek   | Stadt Kiel (Stadtteil Moorsee)              |              |
|            | Kompassrose, die auf Nachbargemeinden zeigt | Honigsee     |
| Schönhorst |                                             | Klein Barkau |

## Geschichte
Im Jahre 1378 wurde Boksee erstmals als Buckze erwähnt. Der Ortsname bedeutet wohl Buchensee. Im Jahre 1572 wechselte Boksee in den Besitz des Landesherren, vorher gehörte Boksee zum Besitz der Stadt Kiel. Bis 1867 gehörte die Gemeinde dann zum Amt Kiel. Mit Bildung der Kreise in Schleswig-Holstein im Jahre 1867 gehörte Boksee zum Kreis Kiel, der 1907 in Kreis Bordesholm umbenannt wurde. Nach dessen Auflösung 1932 wurde Boksee in den Kreis Plön eingegliedert.
Von 1911 bis 1961 hatte Boksee eine Bahnstation an der Kleinbahn Kiel–Segeberg. Deren Gleise wurden bereits 1962 entfernt.

## Politik

### Gemeindevertretung
Bei der Kommunalwahl am 14. Mai 2023 wurden insgesamt neun Sitze vergeben. Von diesen erhielt das Bürgerforum Boksee fünf Sitze und die Wählergemeinschaft Boksee vier Sitze.

### Wappen
Blasonierung: „In Rot das silberne holsteinische Nesselblatt, belegt mit einem blauen Wappen, darin drei goldene Buchenblätter 2 : 1.“

## Verkehr
Boksee liegt an der Bundesstraße 404 zwischen Kiel und Bad Segeberg.
Der ADAC Landesverband Schleswig-Holstein unterhält hier einen Verkehrsübungsplatz.